# Isoperla marmorata
Isoperla marmorata és una espècie d'insecte plecòpter pertanyent a la família dels perlòdids.

## Descripció
- La larva mascle fa entre 11 i 13 mm de llargària.[7]

## Hàbitat
En el seu estadi immadur és aquàtic i viu a l'aigua dolça, mentre que com a adult és terrestre i volador. Comparteix el seu hàbitat amb Isoperla acula, Isoperla mormona, Isoperla pinta, Isoperla quinquepunctata i Isoperla roguensis.

## Distribució geogràfica
Es troba a Nord-amèrica: els Estats Units (Califòrnia, Nevada, Oregon i Washington).